# Р320
Автодорога Р320 «Єлабуга-Іжевськ» — автодорога в Росії, проходить по території Республіки Татарстан та Республіки Удмуртії. Довжина дороги 170 км.
Автодорога починається в місті Єлабузі, що у Татарстані. Проходить на північ через Єлабузький, Менделєєвський та Агризький райони Татарстану і Алнаський, Можгинський, Малопургинський та Зав'ялоовський райони Удмуртії, закінчується в місті Іжевську.

## Маршрут
Єлабузький район
- 0 км — місто Єлабуга;
- 2 км — перетин з трасою Р243;
- 6 км — перетин з трасою М7[1];
- 9 км — міст через річку Каринка;
- 14 км — присілок Татарські Челни;

Менделєєвський район
- 18 км — присілок Мунайка;
- 20 км — місто Менделєєвськ;
- 24 км — присілок Карманково: міст через річку Юрашка;
- 26 км — присілок Айшпаково;
- 29 км — присілок Єнабердино;
- 32 км — присілок Камаєво;

Алнаський район
- 36 км — присілок Стара Юм'я;
- 39 км — присілок Ятцазшур;
- 41 км — міст через річку Ятцазшурка;
- 43 км — присілок Байтеряково;
- 46 км — міст через річку Кубочишур;
- 49 км — присілок Удмуртське Кізеково: міст через річку Колтимак;
- 52 км — присілок Ромашкино;
- 56 км — село Алнаші: міст через річку Алнашка;
- 60 км — присілок Верхні Алнаші;
- 63 км — колишній присілок Шаршада;
- 67 км — присілок Шубино;

Можгинський район
- 72 км — присілок Нові Юбері;
- 74 км — присілок Юдрук;
- 75 км — міст через річку Вала;
- 77 км — міст через річку Сіби;
- 81 км — село Можга: міст через річку Ниша;
- 89 км — місто Можга;
- 94 км — присілок Чумойтло;
- 96 км — село Черьомушки: міст через річку Вала;
- 100 км — село Горняк;
- 102 км — присілок Лудзі-Шудзі;
- 105 км — присілок Новий Карамбай;
- 111 км — присілок Бальзяшур;

Малопургинський район
- 119 км — присілок Боб'я-Уча;
- 125 км — село Ільїнське;
- 129 км — присілок Абдес-Урдес: міст через річку Бобинка;
- 131 км — ділянка довжиною 400 м по території Агризького району;
- 135 км — присілок Баграш-Бігра: міст через річку Агризка;
- 136 км — присілок Орлово;
- 140 км — село Мала Пурга;
- 143 км — присілок Міндерево;
- 146 км — починок Постольський: міст через річку Постолка;
- 147 км — село Пугачово;

Зав'яловський район
- 155 км — село Юськи: міст через річку Лудзинка;
- 158 км — присілок Совхозний: міст через річку Лудья-Шур;
- 162 км — присілок Старий Бор: перетин із Західною окружною дорогою (траса М7);
- 164 км — присілок Велика Венья: перетин з Південною окружною дорогою;
- 166 км — присілок Мала Венья: міст через річку Сепич;
- 168 км — присілок Пирогово;
- 170 км — місто Іжевськ: вулиця Азіна.